# Wólka-Folwark (województwo podlaskie)
Wólka-Folwark – wieś w Polsce położona w województwie podlaskim, w powiecie suwalskim, w gminie Bakałarzewo.
W latach 1975–1998 miejscowość należała administracyjnie do województwa suwalskiego.

## Historia
Nazwa Wólka pochodzi z niemieckiego Weiler i oznacza osada, osiedle, mała wola. 
Podczas II wojny światowej wieś nie odnotowała dużych strat. 7.12.1945 roku w Wólce Folwark było 15 gospodarstw gdzie mieszkało 124 Polaków. Obszar gruntów wynosił 247,2 ha. Miejscowość należała wówczas administracyjnie do gminy Wólka z siedzibą w Bakałarzewie.